# Coccyzus melacoryphus
Coccyzus melacoryphus е вид птица от семейство Cuculidae.

## Разпространение
Видът е разпространен в Аржентина, Боливия, Бразилия, Венецуела, Гвиана, Еквадор, Колумбия, Парагвай, Перу, Суринам, Тринидад и Тобаго, Уругвай, Френска Гвиана и Чили.